# Гленвуд (Індіана)
Гленвуд (англ. Glenwood) — місто (англ. town) в США, в округах Раш і Файєтт штату Індіана. Населення — 245 осіб (2020).

## Географія
Гленвуд розташований за координатами 39°37′34″ пн. ш. 85°18′7″ зх. д. / 39.62611° пн. ш. 85.30194° зх. д. (39.626079, -85.302051).  За даними Бюро перепису населення США в 2010 році місто мало площу 0,46 км², уся площа — суходіл.

## Демографія
Згідно з переписом 2010 року, у місті мешкало 250 осіб у 109 домогосподарствах у складі 71 родини. Густота населення становила 548 осіб/км².  Було 130 помешкань (285/км²).
Расовий склад населення:
| - 100,0 % — білих |

До двох чи більше рас належало 0,0 %. Частка іспаномовних становила 0,4 % від усіх жителів.
За віковим діапазоном населення розподілялося таким чином: 22,4 % — особи молодші 18 років, 57,2 % — особи у віці 18—64 років, 20,4 % — особи у віці 65 років та старші. Медіана віку мешканця становила 45,5 року. На 100 осіб жіночої статі у місті припадало 83,8 чоловіків;  на 100 жінок у віці від 18 років та старших — 88,3 чоловіків також старших 18 років.
Середній дохід на одне домашнє господарство  становив 50 116 доларів США (медіана — 46 786), а середній дохід на одну сім'ю — 51 855 доларів (медіана — 45 893). За межею бідності перебувало 23,7 % осіб, у тому числі 34,0 % дітей у віці до 18 років та 8,8 % осіб у віці 65 років та старших.
Цивільне працевлаштоване населення становило 130 осіб. Основні галузі зайнятості: освіта, охорона здоров'я та соціальна допомога — 24,6 %, виробництво — 23,1 %, транспорт — 17,7 %.